# Welsh International 2015
Die Welsh International 2015 im Badminton fanden vom 25. bis zum 28. November 2015 in Cardiff statt.

## Sieger und Platzierte
| Disziplin    | Gold                              | Silber                        | Bronze                          |
| ------------ | --------------------------------- | ----------------------------- | ------------------------------- |
| Herreneinzel | Vladimir Malkov                   | Adrian Dziółko                | Yuhan Tan                       |
| Herreneinzel | Vladimir Malkov                   | Adrian Dziółko                | Max Weißkirchen                 |
| Dameneinzel  | Anna Thea Madsen                  | Karin Schnaase                | Lee Chia-hsin                   |
| Dameneinzel  | Anna Thea Madsen                  | Karin Schnaase                | Petya Nedelcheva                |
| Herrendoppel | Marcus Ellis Chris Langridge      | Adam Cwalina Przemysław Wacha | Martin Campbell Patrick MacHugh |
| Herrendoppel | Marcus Ellis Chris Langridge      | Adam Cwalina Przemysław Wacha | Andrew Ellis Peter Mills        |
| Damendoppel  | Gabriela Stoeva Stefani Stoeva    | Heather Olver Lauren Smith    | Marie Batomene Émilie Lefel     |
| Damendoppel  | Gabriela Stoeva Stefani Stoeva    | Heather Olver Lauren Smith    | Sophie Brown Kate Robertshaw    |
| Mixed        | Matthew Nottingham Emily Westwood | Ronan Labar Émilie Lefel      | Gregory Mairs Jenny Moore       |
| Mixed        | Matthew Nottingham Emily Westwood | Ronan Labar Émilie Lefel      | Sawan Serasinghe Setyana Mapasa |